# Lasioglossum terginum
Lasioglossum terginum är en biart som först beskrevs av Joseph Vachal 1904.  Lasioglossum terginum ingår i släktet smalbin, och familjen vägbin. Inga underarter finns listade i Catalogue of Life.